# 1014 Semphyra
Semphyra (asteróide 1014) é um asteroide da cintura principal, a 2,2345093 UA. Possui uma excentricidade de 0,2020615 e um período orbital de 1 711,63 dias (4,69 anos).
Semphyra tem uma velocidade orbital média de 17,79862164 km/s e uma inclinação de 2,26625º.
Esse asteroide foi descoberto em 29 de janeiro de 1924 por Karl Reinmuth.